# Finlande aux Jeux olympiques d'été de 1932
La Finlande est présente aux Jeux olympiques d'été de 1932 à Los Angeles aux États-Unis. 40 athlètes finlandais, 40 hommes et aucune femme, participent à des compétitions dans cinq sports. Ils y obtiennent 25 médailles : cinq d'or, huit d'argent et douze de bronze. En réalité, les médailles conquises par les athlètes finlandais proviennent presque exclusivement de 3 sports dans lesquels ils brillent particulièrement : la  Gymnastique avec 5 médailles, la  lutte  avec 8 médailles dont 2 en or et surtout l’ Athlétisme avec pas moins de 11 médailles dont 3 en or.

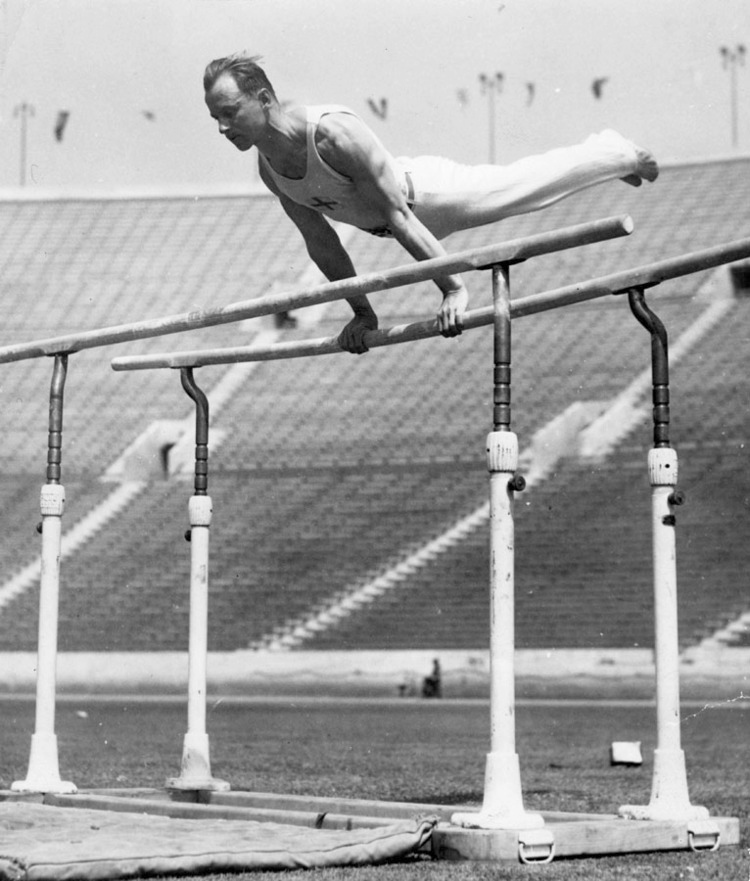
Heikki Savolainen obtient quatre médailles en gymnastique.

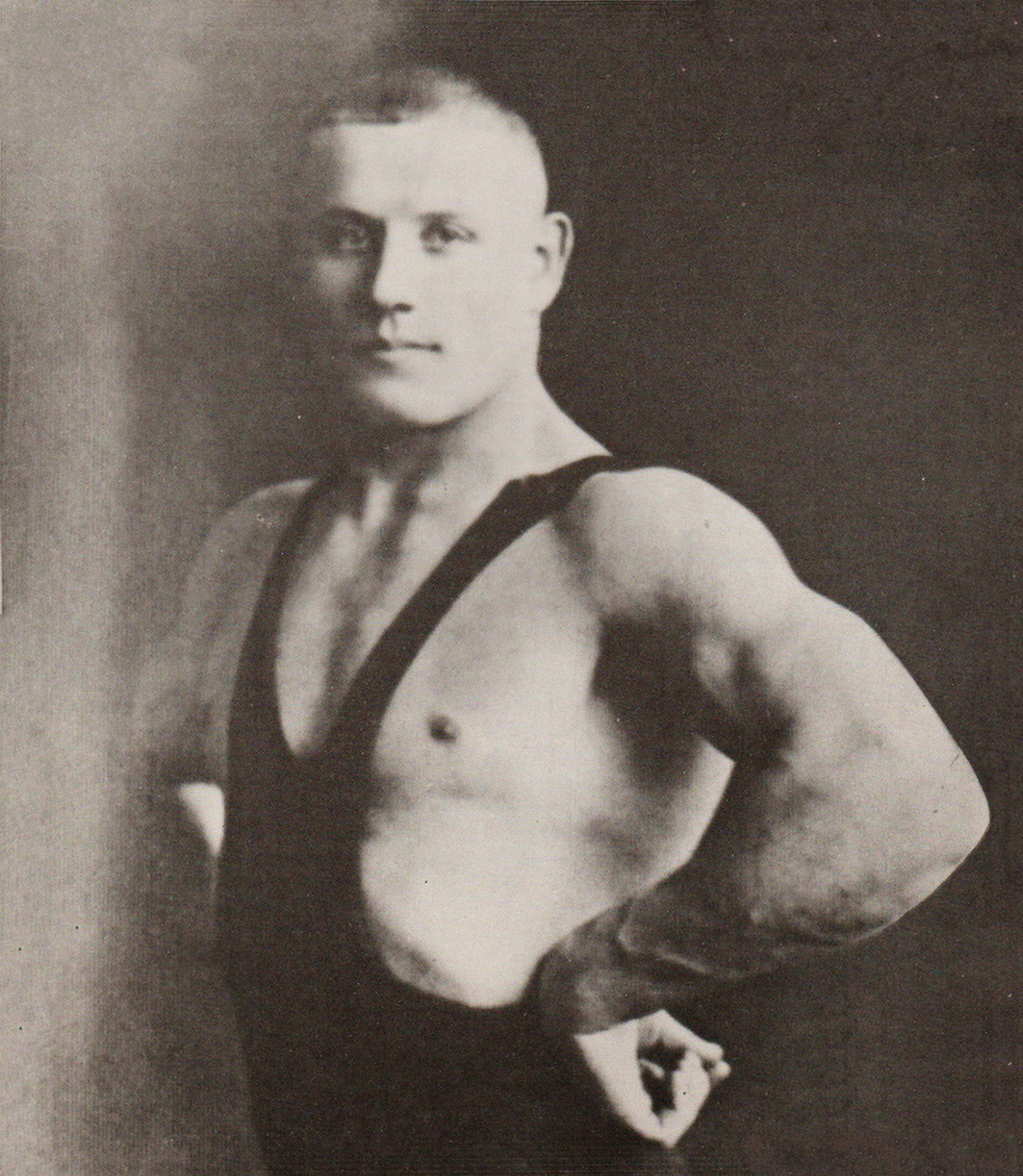
Le lutteur Väinö Kokkinen champion olympique dans la catégorie poids moyens.

## Médailles
| Médaille | Discipline  | Épreuve                                           | Athlète                                                                                    | Performance | Date |
| -------- | ----------- | ------------------------------------------------- | ------------------------------------------------------------------------------------------ | ----------- | ---- |
| Or       | Athlétisme  | 5 000 m hommes                                    | Lauri Lehtinen                                                                             |             |      |
| Or       | Athlétisme  | 3 000 m steeple hommes                            | Volmari Iso-Hollo                                                                          |             |      |
| Or       | Athlétisme  | Lancer du javelot hommes                          | Matti Järvinen                                                                             |             |      |
| Or       | Lutte       | Lutte gréco-romaine - Poids moyens, 72 - 79 kg    | Väinö Kokkinen                                                                             |             |      |
| Or       | Lutte       | Lutte libre - Poids plume, 56 - 61 kg             | Hermanni Pihlajamäki                                                                       |             |      |
| Argent   | Athlétisme  | 10 000 m hommes                                   | Volmari Iso-Hollo                                                                          |             |      |
| Argent   | Athlétisme  | Lancer du marteau hommes                          | Ville Pörhölä                                                                              |             |      |
| Argent   | Athlétisme  | Lancer du javelot hommes                          | Matti Sippala                                                                              |             |      |
| Argent   | Athlétisme  | Décathlon hommes                                  | Akilles Järvinen                                                                           |             |      |
| Argent   | Lutte       | Lutte libre - Poids moyens, 72 - 79 kg            | Kyösti Luukko                                                                              |             |      |
| Argent   | Lutte       | Lutte gréco-romaine - Poids mi-lourds, 79 - 87 kg | Onni Pellinen                                                                              |             |      |
| Argent   | Lutte       | Lutte gréco-romaine - Poids mi-moyens, 66 - 72 kg | Väinö Kajander                                                                             |             |      |
| Argent   | Gymnastique | Barre fixe hommes                                 | Heikki Savolainen                                                                          |             |      |
| Bronze   | Athlétisme  | 5 000 m hommes                                    | Lauri Virtanen                                                                             |             |      |
| Bronze   | Athlétisme  | 10 000 m hommes                                   | Lauri Virtanen                                                                             |             |      |
| Bronze   | Athlétisme  | Marathon hommes                                   | Armas Toivonen                                                                             |             |      |
| Bronze   | Athlétisme  | Lancer du javelot hommes                          | Eino Penttilä                                                                              |             |      |
| Bronze   | Lutte       | Lutte gréco-romaine - Poids plume, 56 - 61 kg     | Lauri Koskela                                                                              |             |      |
| Bronze   | Lutte       | Lutte libre - Poids coq, -56 kg                   | Aatos Jaskari                                                                              |             |      |
| Bronze   | Lutte       | Lutte libre - Poids coq, -56 kg                   | Eino Leino                                                                                 |             |      |
| Bronze   | Boxe        | Poids welters (-66.7 kg)                          | Bruno Ahlberg                                                                              |             |      |
| Bronze   | Gymnastique | Concours général individuel hommes                | Heikki Savolainen                                                                          |             |      |
| Bronze   | Gymnastique | Concours général par équipes hommes               | Heikki Savolainen Martti Uosikkinen Veikko Pakarinen Mauri Nyberg-Noroma Einari Teräsvirta |             |      |
| Bronze   | Gymnastique | Barres parallèles hommes                          | Heikki Savolainen                                                                          |             |      |
| Bronze   | Gymnastique | Barre fixe hommes                                 | Einari Teräsvirta                                                                          |             |      |